# Yamaduta
 (mars 2020).

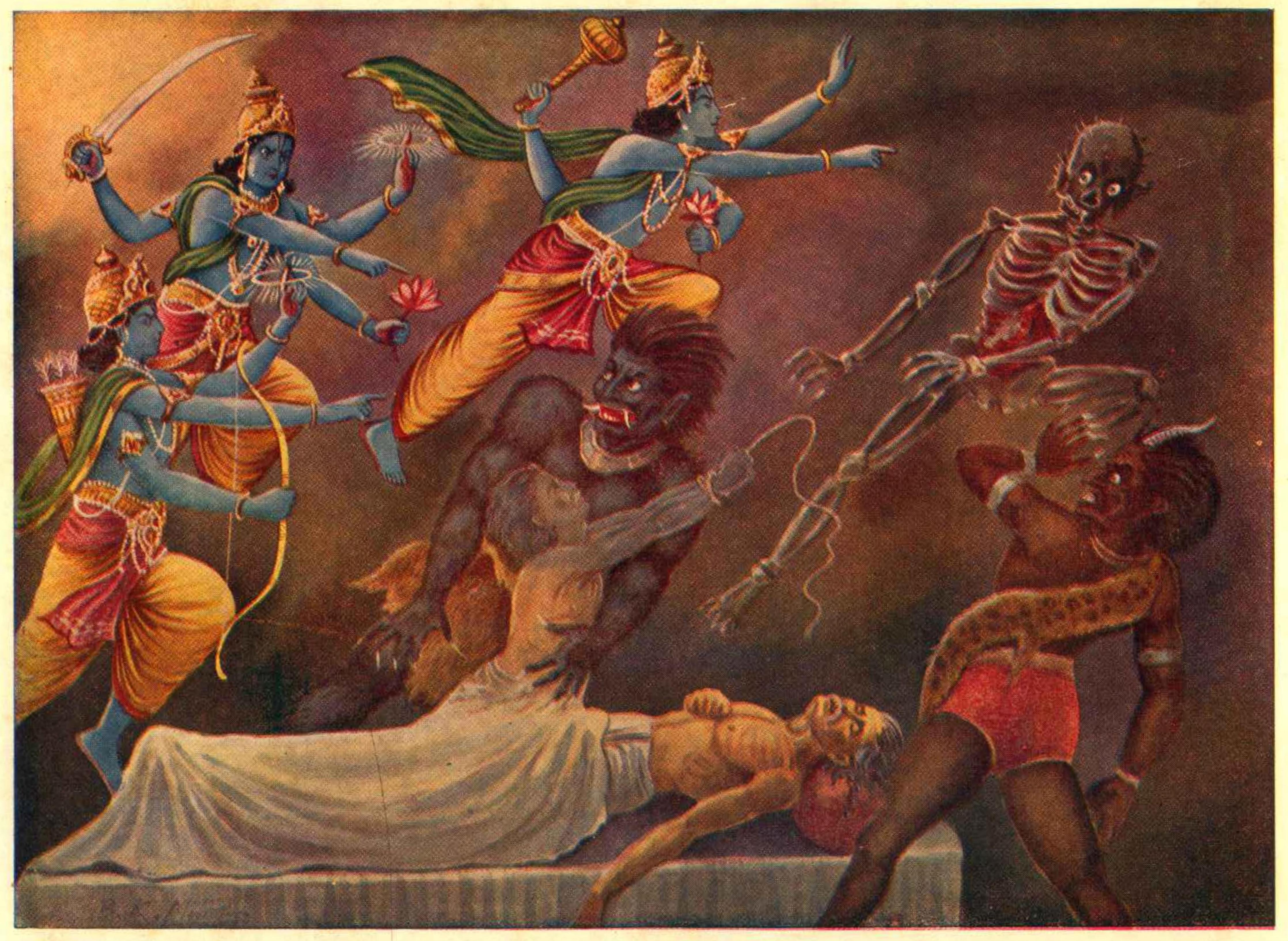
Les Vishnudutas sauvent l'âme d'Ajamila des Yamadhutas (à droite).

Les Yamadutas (sanskrit : यमदूत; thaï : ยมทูต) sont des messagers de la mort dans l'hindouisme et sont des agents de Yama. Les Yamadutas disent aux gens ou aux âmes qu'ils sont morts et les emmènent dans l'au-delà.